# Lycaugesia fuscifascia
Lycaugesia fuscifascia är en fjärilsart som beskrevs av Paul Dognin 1910. Lycaugesia fuscifascia ingår i släktet Lycaugesia och familjen nattflyn. Inga underarter finns listade i Catalogue of Life.